# 荒野蒿
荒野蒿（学名：Artemisia campestris）是菊科蒿属的植物。分布于欧洲、北美洲以及中国大陆的新疆、甘肃等地，生长于海拔500米至2,000米的地区，常生长在干草原、荒坡及砾质坡地与荒漠边缘，目前尚未由人工引种栽培。